# Ozieri
Ozieri (sardinski: Otièri) je grad i općina (comune) u pokrajini Sassariju u regiji Sardiniji, Italija. Nalazi se na nadmorskoj visini od 390 metara i ima 10 602 stanovnika.
 Prostire se na 252,13 km². Gustoća naseljenosti je 42 st/km².
Susjedne općine su: Ardara, Chiaramonti, Erula, Ittireddu, Mores, Nughedu San Nicolò, Oschiri, Pattada i Tula.